# Eliane Lage
Eliane Lage (Paris, 16 de julho de 1928) é uma atriz e escritora franco-brasileira.

## Biografia
Filha de pai brasileiro e mãe inglesa, a neta de franceses Eliane veio ao Brasil aos seis meses.
Desde jovem, começou a trabalhar com crianças carentes, principalmente na favela Dona Marta. Insatisfeita com suas limitações, foi estudar na Inglaterra, e de lá foi para a Grécia, onde prestou auxílio em um campo de concentração de crianças gregas durante a guerra civil.
De volta ao Brasil, em 1950, pensava em retomar o trabalho na favela Dona Marta, quando foi convidada por Tom Payne a fazer um teste para o filme Caiçara. Depois do teste, aceitou fazer o filme —  contrariada, pois não planejava ser atriz, mas estava apaixonada por Tom Payne, com quem se casaria em 1951, teria 3 filhos e viveria por 15 anos.
Depois do sucesso de Caiçara, Tom a convenceu a filmar Ângela em Pelotas. Era o início de sua breve, porém importantíssima carreira cinematográfica.
Logo veio a consagração, em Sinhá Moça (1953), que valeu prêmio da crítica a Tom Payne no Festival de Berlim e consagração internacional.
Em 1957, ela e Tom Payne fizeram um programa semanal de curta duração (seis semanas), A Vida com Eliane, na TV Tupi, experiência que considerou decepcionante, e nunca mais quis fazer televisão.
Eliane morou no Rio, em São Paulo, Guarujá e Petrópolis. Atualmente (2008), Eliane vive em Pirenópolis, Goiás. Escreveu uma autobiografia, Ilhas, Veredas e Buritis, publicada em 2005 pela editora Brasiliense.

## Carreira

### No cinema
| Ano  | Título               | Personagem |
| ---- | -------------------- | ---------- |
| 1959 | Ravina               | Ravina     |
| 1953 | Sinhá Moça           | Sinhá Moça |
| 1952 | Terra É Sempre Terra | Dora       |
| 1951 | Ângela               | Ângela     |
| 1950 | Caiçara              | Marina     |

### Na televisão
| Ano  | Título            | Personagem |
| ---- | ----------------- | ---------- |
| 1957 | A Vida com Eliane | Ela mesma  |

## Prêmios e Indicações
| Ano  | Premiação                  | Categoria                    | Trabalho   | Resultado | Ref.  |
| ---- | -------------------------- | ---------------------------- | ---------- | --------- | ----- |
| 2024 | Prêmio Pérola Negra        | Homenagem (Conjunto da Obra) | —          | Venceu    | [ 6 ] |
| 1959 | Prêmio Saci                | Melhor Atriz                 | Ravina     | Venceu    | [ 4 ] |
| 1959 | Prêmio Cidade de São Paulo | Melhor Atriz                 | Ravina     | Venceu    | [ 4 ] |
| 1953 | Prêmio Saci                | Melhor Atriz                 | Sinhá Moça | Venceu    | [ 5 ] |